# 鮮奶油布蕾
奶油布蕾（法語：Crème brûlée、法語發音：[kʁɛm bʁy le]），是一种由鸡蛋、牛奶、鮮奶油和焦糖为原料而製成的法國甜點，經常用布丁盅裝盛。

## 中文翻譯
按照其法語“Crème brûlée”的直譯，其最準確的中文名稱應該是「焦奶油」，Crème即「奶油」、brûlée即「烧焦的」，但目前華人圈中並無一個統一的翻譯，所以也可以簡稱布蕾，還可以叫作奶油布蕾、法式布蕾、焦糖布蕾、法式燉蛋、焦糖燉蛋等。

## 製作方法
布蕾以蛋、鮮奶油作為食材，放在一個小碗中，使用烤箱低中溫烘烤或者水浴法蒸烤，如果用高溫烘烤很可能焦掉，或者使其質地不佳。
不同於布丁使用牛奶，使用鮮奶油較紮實的用料可以使布蕾的口感較綿密濃郁，香濃可口。最後使用火槍將燉蛋表面的砂糖焦糖化，讓布蕾有焦脆口感的糖蓋。此外，製作布蕾所用的蛋奶油主要添加香草，但人们时常添加自己喜爱的其他佐料，例如巧克力、香槟、柠檬。

## 歷史
这种甜点始见于1691年法国贵族大厨师François Massialot的著作《烹饪——从王室到贵族》中。他把这种甜点称为「Crème brûlée」，意思为“烧焦的奶油”。
不過，Massialot在1731年出版的《宮廷與中產階級的料理》（Cuisinier roial et bourgeois）中，同樣一道食譜的名字從「Crème brûlée」換成了「crème anglaise」（在現代crème anglaise指卡士達醬）。而在18世紀初期，這道甜點的英文名稱是由法文直譯而來的「burnt cream」。